# Ana Maria Carvalho
Ana Maria Carvalho es una sociolingüista brasileña y profesora de lingüística en la Facultad de Español y Portugués en la Universidad de Arizona. Es autora de varios libros y artículos sobre la sociolingüística y adquisición del lenguaje. 

## Contribuciones a la lingüística
Carvalho recibió su doctorado en lingüística hispánica de la Universidad de California, Berkeley. Actualmente, tiene el rango de Associate Professor en la Facultad de Español y Portugués en la Universidad de Arizona y es miembro de la facultad del programa Second Language Acquisition and Teaching (SLAT por sus siglas en inglés, o Adquisición y enseñanza de segundas lenguas) y del Center for Latin American Studies. Sus intereses de investigación incluyen el cambio lingüístico y la variación (socio) lingüística, el bilingüismo, las lenguas en contacto, las actitudes lingüísticas, y la adquisición del dialecto y el lenguaje. Mucha investigación suya ha explorado la relación entre el portugués y el español como está relacionada con la adquisición del lenguaje y la sociolingüística, ésta evidente por sus contribuciones al estudio del portuñol.

## Libros
- Simões, Antônio, Ana Maria Carvalho, & Lyris WIedemann (eds.) (2004). Português para falantes de espanhol: Artigos selecionados escritos em português e inglês. Campinas, España: Pontes. ISBN 9788571132016.

- Carvalho, Ana Maria (2006). «On the differences between Spanish and Portuguese».  En R. Rickerson, B. Hilton, ed. The 5 minute linguist: Bite-sized essays on language and languages. Londres: Equinox. pp. 228-231. ISBN 9781845531997.

- Carvalho, Ana Maria (2007). «Diagnóstico sociolingüístico de comunidades escolares fronterizas en el norte de Uruguay».  En N. Brian, C. Brovetto, J. Geymonat, ed. Portugués del Uruguay y educación bilingüe. Montevideo: Administración Nacional de Educación Pública. pp. 44-96.

## Artículos
- Carvalho, Ana Maria (2002). «Português para falantes de espanhol: Perspectivas de un campo de pesquisa». Hispania 85 (3): 597-608.

- Carvalho, Ana Maria (2003). «Rumo a uma definição do português uruguaio». Revista internacional de lingüística iberoamericana 2: 125-150. ISSN 1579-9425.

- Carvalho, Ana Maria (2003). The sociolinguistic distribution of (lh) in Uruguayan Portuguese: a case of dialect diffusion.  En S. Montrul & F. Ordóñez, ed. «Linguistic theory and language development in Hispanic linguistics: selected papers on Hispanic linguistics». Cascadilla Press: 30-44.

- Carvalho, Ana Maria (2003). Variation and diffusion of Uruguayan Portuguese in a bilingual border town.  En R. Yáñez & A.L. Suárez, ed. «Comunidades e individuos bilingües. Actas do I Simposio Internacional sobre o Bilingüismo». Universidade (Vigo): 642-651.

- Carvalho, Ana Maria (2004). «Diagnóstico sociolingüístico de comunidades escolares fronterizas en el norte de Uruguay». Portuguese Language Journal 3: 125-150. ISSN 1579-9425. Archivado desde el original el 3 de junio de 2010. Consultado el 22 de mayo de 2009.

- Carvalho, Ana Maria (2004). «I speak like the guys on TV: Palatalization and the urbanization of Uruguayan Portuguese». Language Variation and Change 16 (2): 127-151. doi:10.1017/S0954394504162030. Consultado el 22 de mayo de 2009.

- Carvalho, Ana Maria (2006). Nominal number marking in a variety of Spanish in contact with Portuguese.  En T.L. Face & C.A. Klee, ed. «Selected Proceedings of the 8th Hispanic Linguistics Symposium». Cascadilla Proceedings Project (Somerville, MA, EUA): 154-166.

- Carvalho, Ana Maria (2006). «Políticas lingüísticas de séculos passados nos días de hoje: O dilema sobre a educação bilingüe no norte do Uruguai». Language Problems & Language Planning 30 (2): 149-171. ISSN 0272-2690.

- Carvalho, Ana Maria (2006). «Spanish (s) aspiration as a prestige marker on the Uruguayan-Brazilian border». Spanish in Context 3 (1): 85-114. ISSN 1571-0718.

- Carvalho, Ana Maria; da Silva, Antônio J.B. (2006). «Cross-linguistic influence in third language acquisition: The case of Spanish-speaking learners of Portuguese». Foreign Language Annals 39 (2): 187-204. doi:10.1111/j.1944-9720.2006.tb02261.x.

- Carvalho, Ana Maria (2008). Estudo de atitudes lingüísticas sobre o português de hispano-falantes: Até que ponto o portunhol é aceitável?.  En L. Weidemann & M. Scaramucci, ed. «Selected Papers of the II Symposium of Portuguese for Spanish Speakers». Pontes Editorial (Campinas, España): 157-173.

- Carvalho, Ana Maria; da Silva, Antônio J.B. (2008). «O papel do conhecimento metalingüístico nos padrões de transferência no desenvolvimento da interlíngua e suas implicações pedagógicas». Portuguese Language Journal 3. Archivado desde el original el 3 de junio de 2010. Consultado el 22 de mayo de 2009.

## Premios y menciones especiales
- Executive Council. American Association of Teachers of Spanish and Portuguese (AATSP). 2003-2005.
- University of Arizona College of Humanities Distinguished Advising and Mentoring Award. Primavera de 2002.